# The Clown Hero
The Clown Hero è un cortometraggio muto del 1913. Il nome del regista non viene riportato nei credit del film prodotto dalla Champion Film Company di Mark M. Dintenfass e scritto da Richard Goodall che esordì come sceneggiatore con questo film.

## Trama
Un ragazzino di notte ha degli incubi popolati di strani animali che lo terrorizzano.

## Produzione
Il film fu prodotto dalla Champion Film Company, una compagnia indipendente che Dintenfass aveva fondato nel 1909, stabilendone gli studi a Fort Lee, nel New Jersey e che nel 1912 si fuse nell'Universal Film Manufacturing Company di Carl Laemmle.

## Distribuzione
Distribuito dall'Universal Film Manufacturing Company, il film - un cortometraggio di duecento metri - uscì nelle sale cinematografiche USA il 28 aprile 1913. Nelle proiezioni, veniva programmato con il sistema dello split reel, accorpato in un'unica bobina con un altro cortometraggio prodotto dalla Champion, il documentario Life in Soudan.